# Anna Teodora
Anna Teodora, bułg. Анна-Теодора (ur. między 1238 a 1241, zm. ?) – córka cara Bułgarii Iwana Asena II i Ireny Komneny Dukainy.

## Życiorys
Przez matkę była wnuczką tytularnego cesarza bizantyjskiego Teodora Angelosa Dukasa Komnena. Anna Teodora poślubiła sebastokratora Piotra. Mieli nieznaną z imienia córkę, która poślubiła despotę Szyszmana, dając początek gałęzi Sziszmanowiczów dynastii Asenowiczów. Anna Teodora była babką cesarza Michała III Szyszmana i prababką cara bułgarskiego Iwana Aleksandra.